# Santa Ana (León)
Santa Ana es una localidad del estado mexicano de Guanajuato. Es parte del municipio de León.

## Toponimia
El nombre «Santa Ana» hace referencia a la santa patrona de la localidad: Santa Ana.

## Demografía
| Censo | Población |
| ----- | --------- |
| 2000  | 516       |
| 2010  | 1 974     |
| 2020  | 2 606     |